# الکساندر موزیچوک
الکساندر موزیچوک (انگلیسی: Oleksandr Muzychuk؛ زادهٔ ۱ اکتبر ۱۹۹۴) بازیکن فوتبال اهل اوکراین است.